# Gonczarowka (obwód kurski)
Gonczarowka (ros. Гончаровка) – słoboda w zachodniej Rosji, centrum administracyjne sielsowietu gonczarowskiego w rejonie sudżańskim obwodu kurskiego.

## Geografia
Miejscowość położona jest nad rzeką Olesznia, 1 km od centrum administracyjnego rejonu (Sudża), 88,5 km od Kurska.
W granicach miejscowości znajdują się ulice: 60-lecia ZSRR, Bolnicznaja, Gagarina, Gagarina pierwyj, Gagarina wtoroj, Kołchoznaja, Kommunisticzeskaja, Ługowaja, Mielioratiwnaja, Mira, Mołodiożnaja, Nabierieżnaja, Nowaja, Pierwomajskaja, Pobiedy, Polewaja, Rossijskaja, zaułek Szkolnyj, Wierniaja Ługowaja, Załomowa, Zielonaja.

## Demografia
W 2010 r. miejscowość zamieszkiwało 2759 osób.